# Slagelse
Slagelse – miasto w Danii, w zachodniej części wyspy Zelandia, w regionie Zelandia. Siedziba gminy Slagelse.
Ważny średniowieczny ośrodek handlowy, prawa miejskie od 1288 roku. Przemysł spożywczy (jeden z głównych ośrodków w kraju), przemysł chemiczny, ośrodek handlowy, węzeł drogowy.
Miasto partnerskie Stargardu oraz Aberdare.

## Zabytki
- kościół św. Michała